# Telekomunikační síť

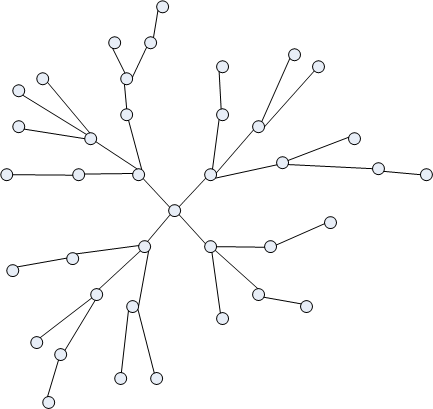
Příklad, jak mohou být propojeny jednotlivé uzly v telekomunikační síti

Telekomunikační síť je síť terminálů, kanálů a uzlů, které jsou vzájemně propojeny a umožňují telekomunikaci mezi uživateli terminálů. Síť může využívat technologie přepojování okruhů nebo přepojování paketů. Každý terminál v síti musí mít jedinečnou síťovou adresu, aby zpráva nebo spojení odkazovalo na správného a nezaměnitelného příjemce. Celý rozsah adres v síti se nazývá adresní prostor.
Příklady telekomunikačních sítí:
- Telex, letecká síť ACARS
- ISDN
- telefonní síť, mobilní síť
- počítačová síť, internet